# Yār Ḩoseynābād
Yār Ḩoseynābād (persiska: یارحسین آباد, Yār Ḩasanābād, يار حَسَن آباد) är en ort i Iran.   Den ligger i provinsen Lorestan, i den västra delen av landet, 400 km sydväst om huvudstaden Teheran. Yār Ḩoseynābād ligger 1 818 meter över havet och antalet invånare är 137.
Terrängen runt Yār Ḩoseynābād är kuperad åt sydväst, men åt nordost är den platt. Runt Yār Ḩoseynābād är det ganska tätbefolkat, med 72 invånare per kvadratkilometer. Närmaste större samhälle är Nūrābād, 6,3 km norr om Yār Ḩoseynābād. Trakten runt Yār Ḩoseynābād består i huvudsak av gräsmarker.